# Петерсен-Мозжухина, Агнес

А. Петерсен-Мозжухина, Иван Мозжухин и Александр Вертинский на пляже в Довиле. (1934)

Агнес Петерсен (в замужестве — Петерсен-Мозжухина; 21 апреля 1906, Копенгаген — 1 сентября 1973) — датская киноактриса немого кино.

## Биография
Актёрскую карьеру начала в 1924 году в Дании. С 1926 года снималась в кинолентах Германии и Франции. В 1930 сыграла главную роль в польско-австрийском фильме «Культ тела» режиссёра Михала Вашиньского. В 1931 году — в шведском кинофильме «Опасные игры» (Den Farliga leken).
В 1927 году обручилась в Берлине, а 12 марта 1928 года вышла замуж за известного российского актёра Ивана Мозжухина и с тех пор пользовалась двойной фамилией Петерсен-Мозжухина. Свадьба состоялась в Ницце.
После 1934 судьба актрисы неизвестна.

## Избранная фильмография
- 1924 — Ole Opfinders Offer — Грета
- 1924 — Raske Riviera-Rejsende — Мона
- 1925 — Den store magt — Амалия
- 1926 — Schwiegersöhne
- 1927 — Dr. Bessels Verwandlung — Жермен
- 1927 — Die Gefangene von Shanghai — китаянка Ли
- 1928 — Frauenarzt Dr. Schäfer — Люси Уолкер
- 1928 — Geheimnisse des Orients (Тайны Врстока) — Принцесса Гюльнар, дочь султана
- 1928 — Der geheime Kurier (Секретный курьер) — Матильда де ла Моль
- 1929 — Hrích — Грета Вебер
- 1930 — Культ тела — Ханка Златопольская
- 1931 — Den Farliga leken — Мэри Пауэл